# عمارت چینی در دروتنینگهلم
عمارت چینی (سوئدی: Kina slott) واقع‌شده در پارک کاخ دروتنینگهلم، یک عمارت سلطنتی چینی‌گرایانه است که در اصل میان سال‌ها ۱۷۵۳ و ۱۷۶۹ ساخته شد. این عمارت هم‌اکنون یکی از کاخ‌های سلطنتی سوئد و میراث جهانی یونسکو است.

## نخستین ساختمان

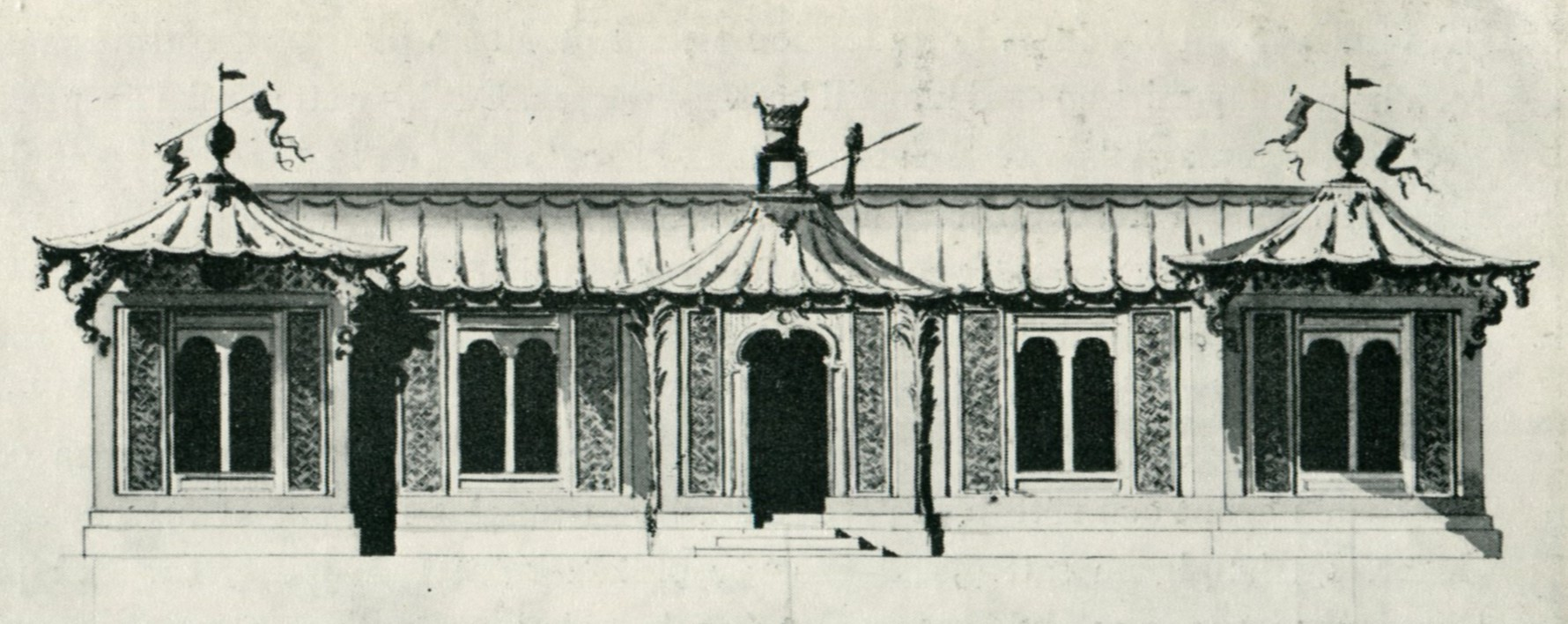
نخستین عمارت، طراحی توسط کارل هورلمن، ۱۷۵۰.

نخستین ساختمان، یک پاویون ساده با دو بال به سبک چینی بود. ساختمان‌ها در آرسنالسگاتان در استکهلم پیش‌ساخته شدند و سپس با فن کلبه‌های چوبی ساخته و با کشتی به دروتنینگهلم فرستاده شدند، سپس کار نهایی آنجا انجام شد. معماران احتمالاً کارل هورلمن و کارل یوهان کرونستد بودند.
این قلعه کوچک که با عجله و مخفیانه ساخته شده بود، نتوانست آب و هوای سخت سوئد را تحمل کند. پس از ده سال، قاب چوبی شروع به پوسیدن کرد و پادشاه و ملکه به کارل فردریک آدلکرانتز مأموریت دادند تا یک غرفه جدید و بزرگتر از مواد بادوام‌تر بسازد.

## دومین ساختمان

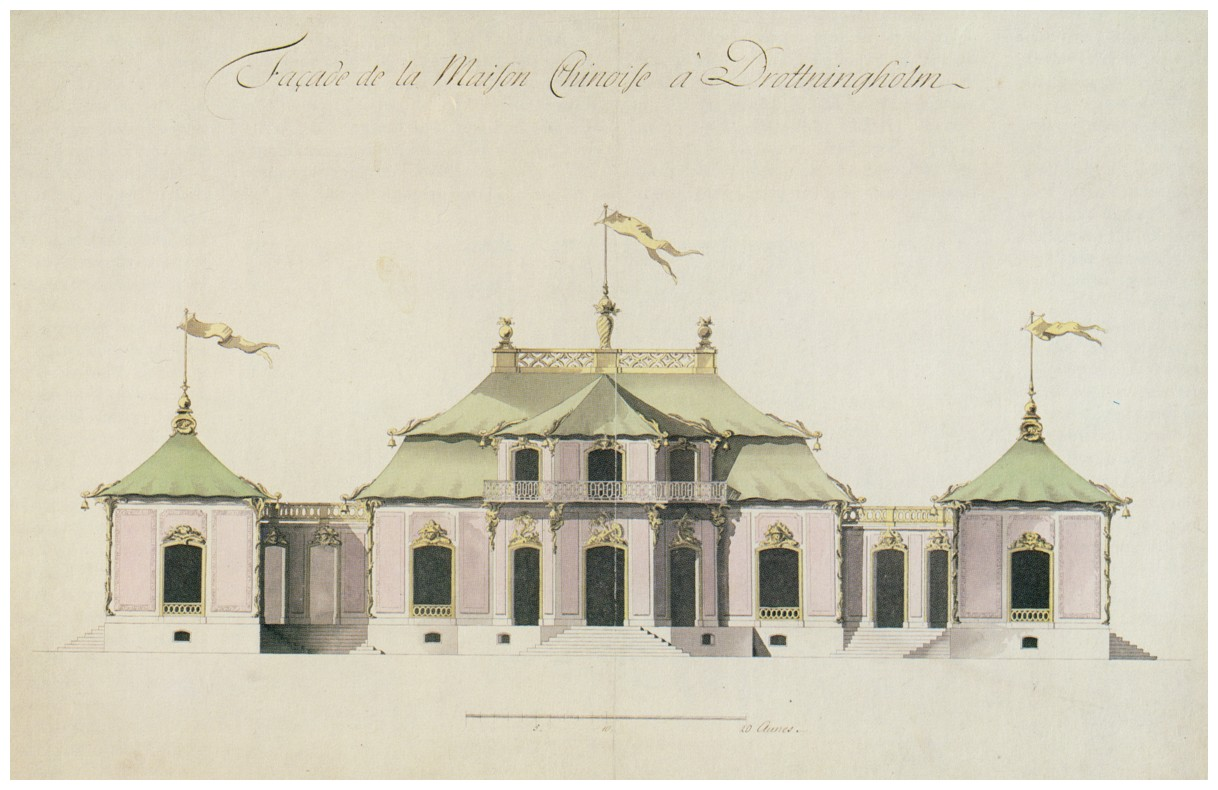
طراحی توسط کارل فردریک آدلکرانتز، ۱۷۶۳.

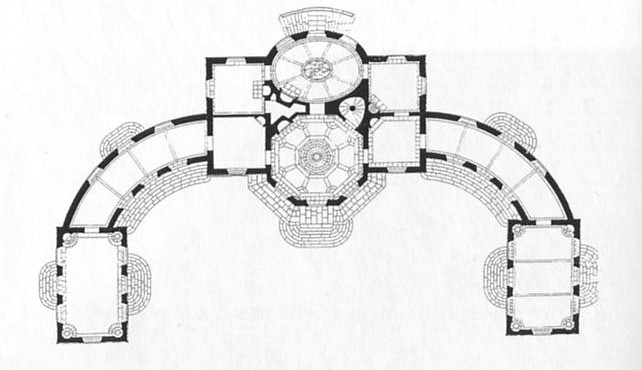
نقشه همکف.

سازه دوم و فعلی جایگزین عمارت چوبی قدیمی مربوط به سال ۱۷۵۳ شد. این بنا توسط کارل فردریک آدلکرانتز طراحی شده و ساخت آن در سال ۱۷۶۳ آغاز و در سال ۱۷۶۹ به پایان رسید.